# Заварин, Григорий Антонович
Григо́рий Анто́нович Зава́рин (24 ноября 1902, Сластуха, Саратовская губерния — 30 сентября 1944, Ораниенбаумский район, Ленинградская область) — советский лётчик минно-торпедной авиации во время Великой Отечественной войны, Герой Советского Союза (6.03.1945, посмертно). Майор (22.04.1941).

## Биография
Родился 24 ноября 1902 года в селе Сластуха в семье крестьянина. Русский.
В 1925 году призван в Красную Армию. Окончил два курса Саратовской пехотной школы, затем переведён в Ульяновскую пехотную школу имени В. И. Ленина, которую окончил в 1928 году. Служил командиром стрелкового взвода в 102-м стрелковом полку и в 34-й стрелковой дивизии с сентября 1928 по май 1931 года. Член ВКП(б) с 1929 года.
С мая по август 1931 года служил в авиационной части Киевского военного округа стажером и младшим лётчиком-наблюдателем. Затем его направили учиться на лётчика. Окончил 3-ю военную школу лётчиков и лётчиков-наблюдателей в Оренбурге в 1932 году и курсы штурманов тяжёлой бомбардировочной авиации ВВС РККА в Монино в 1933 году. В мае 1933 года был переведён в ВВС Военно-морского флота и направлен в ВВС Морских Сил Дальнего Востока (с 1935 года — Тихоокеанский флот): старший лётчик-штурман авиаотряда, с февраля 1936 — флагманский штурман 55-й авиационной эскадрильи, с июня 1938 — штурман 27-й отдельной авиационной эскадрильи, с августа 1938 — флагманский штурман 4-го минно-торпедного авиаполка. С апреля 1941 года — флаг-штурман 10-й авиационной бригады ВВС Балтийского флота.
Участник Великой Отечественной войны с июня 1941 года. 10-я авиационная бригада ВВС Балтийского флота, взаимодействуя с частями противовоздушной обороны, прикрывала город Таллин, полуостров Ханко и корабли флота от авиации врага, защищала подступы к Ленинграду. Майор Заварин в составе бригады выполнил 6 боевых вылетов на атаки наступавших немецких войск в Прибалтике и под Псковом, но отличился и над морем, потопив 13 июля немецкий транспорт в Рижском заливе.
С сентября 1941 года служил флаг-штурманом авиабригады в ВВС Тихоокеанского флота.
Вернулся на действующий флот в ноябре 1943 года, получив назначение на должность флаг-штурмана 51-го минно-торпедного авиационного полка (8-я минно-торпедная авиационная дивизия ВВС ВМФ, ВВС Балтийского флота). За время войны майор 3аварин совершил 27 боевых вылетов для нанесения бомбовых и торпедных ударов по кораблям и транспортам противника, участвовал в потоплении 5 транспортов общим водоизмещением в 45 000 тн, миноносца и сторожевого корабля и крейсера ПВО «Ниобе». 30 сентября 1944 года, возвращаясь с боевого задания, погиб в авиакатастрофе: самолёт попал в полосу сильного тумана и разбился при ударе об воду при заходе на посадку на прибрежный аэродром.
Указом Президиума Верховного Совета СССР от 6 марта 1945 года «за образцовое выполнение заданий командования на фронте борьбы с немецко-фашистскими захватчиками и проявленные при этом отвагу и геройство» майору Заварину Григорию Антоновичу присвоено звание Героя Советского Союза (посмертно).

## Награды
- Герой Советского Союза (6.03.1945, посмертно)
- Орден Ленина (6.03.1945, посмертно)
- Два ордена Красного Знамени (18.07.1944, 13.10.1944)
- Орден Красной Звезды (3.11.1944)

## Память
- В 1983 году улица Школьная улицу в Ломоносове была переименована в улицу Заварина.
- Имя высечено на стеле на братской могиле советских воинов в Ломоносове.